# The Klezmatics
I The Klezmatics sono un gruppo musicale statunitense di genere klezmer, avente sede a New York e attivo dal 1986.

## Formazione
I membri attuali del gruppo sono:
- Matt Darriau - sax, clarinetto, kaval
- Frank London - tromba, tastiere
- Paul Morrissett - basso, clavicembalo
- Lorin Sklamberg - voce, fisarmonica
- Lisa Gutkin - violino, voce
- David Licht/Richie Barshay - batteria

Altri membri turnisti sono:
- Alicia Svigals
- David Krakauer
- Margot Leverett
- Kurt Bjorling
- David Lindsay

Tra i collaboratori più frequenti del gruppo vi sono inoltre:
- Boo Reiners
- Susan McKeown
- Joshua Nelson
- Chava Alberstein
- Aaron Alexander

## Stile
Il gruppo si è formato sul klezmer, genere tradizionale delle feste ebraiche dell'Est Europa. A partire da questo hanno inserito identità e sensibilità contemporanee. Spesso rielaborano celebri autori yiddish.

## Collaborazioni
Nel corso della loro carriera hanno collaborato con diversi artisti di tutto il mondo, tra cui Itzhak Perlman, Chava Alberstein, Allen Ginsberg, Elliot Sharp, John Zorn, Marc Ribot, Robert Plant, Flying Karamazov Brothers.
Inoltre hanno preso parte a diverse produzioni teatrali e hanno scritto piece di danza e teatro per molti registi e coreografi.

## Discografia
- 1989 - Shvaygn = toyt  (Piranha)
- 1990 - Rhythm and Jews (Piranha)
- 1995 - Jews with Horns  (Flying Fish)
- 1997 - Possessed  (Xenophile)
- 1998 - The Well: Klezmatics with Chava Alberstein  (Xenophile)
- 2002 - Rise Up! Shteyt Oyf!  (Rounder)
- 2004 - Klezmatics with Joshua Nelson & Kathryn Farmer: Brother Moses Smote the Water  (Piranha)
- 2006 - Wonder Wheel (JMG)
- 2006 - Woody Guthrie's Happy Joyous Hanukkah   (JMG)
- 2008 - Tuml = Lebn: The Best of the First 20 Years    (Piranha)
- 2011 - Live at Town Hall] (Klezmatics Disc)